# Vossius Gymnasium

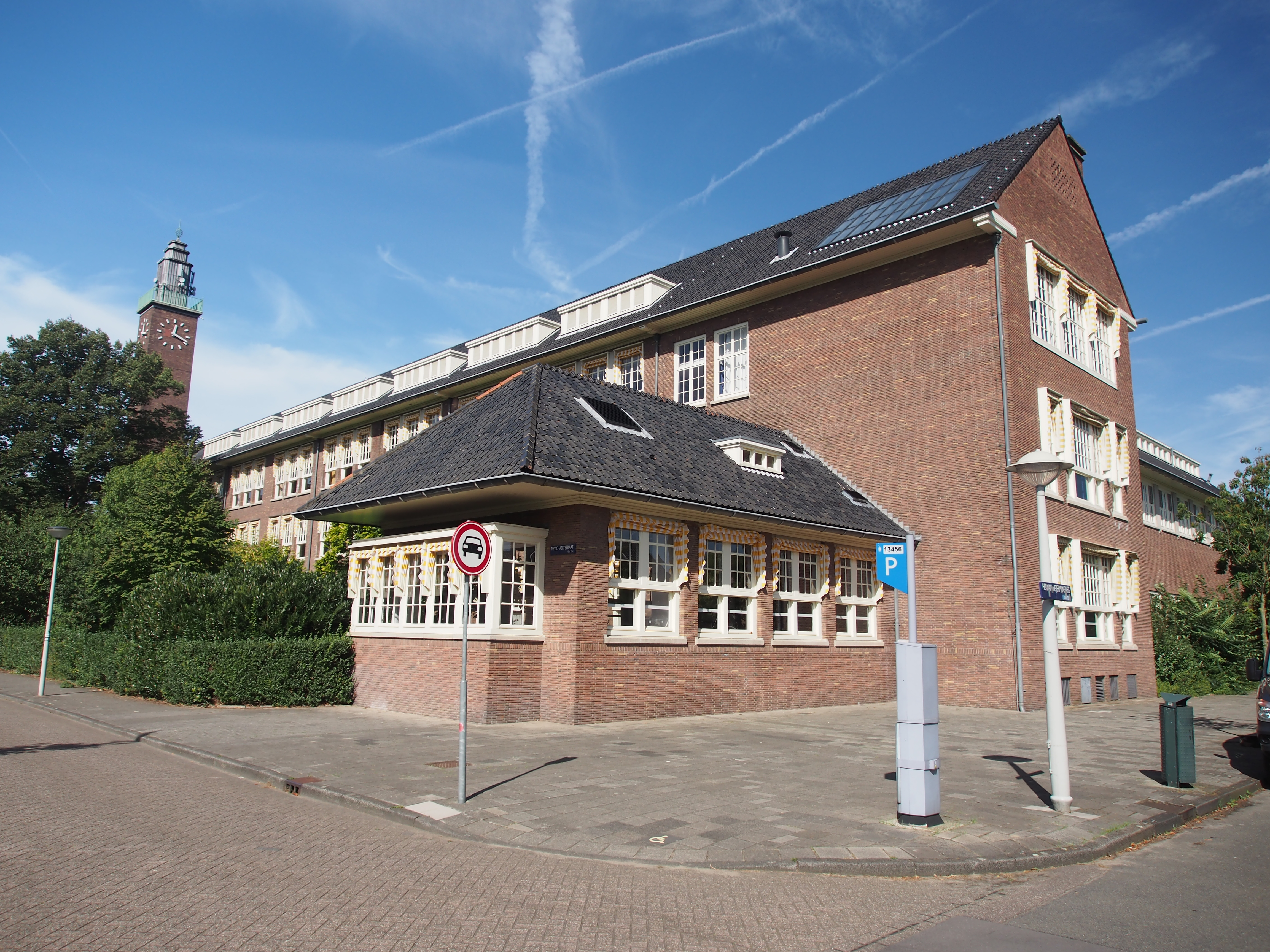
Vossius Gymnasium

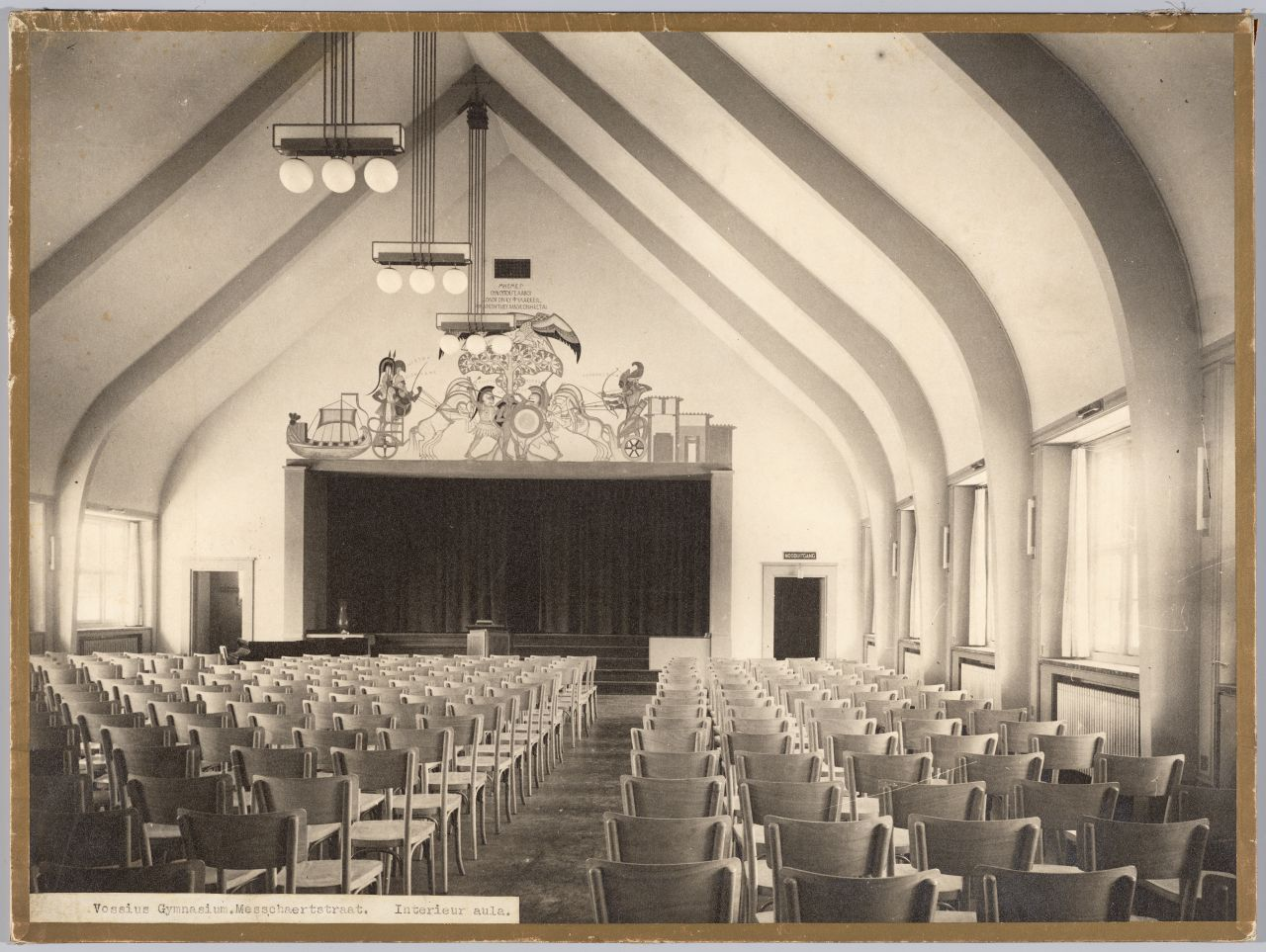
Aula mit Wandgemälde über der Bühne

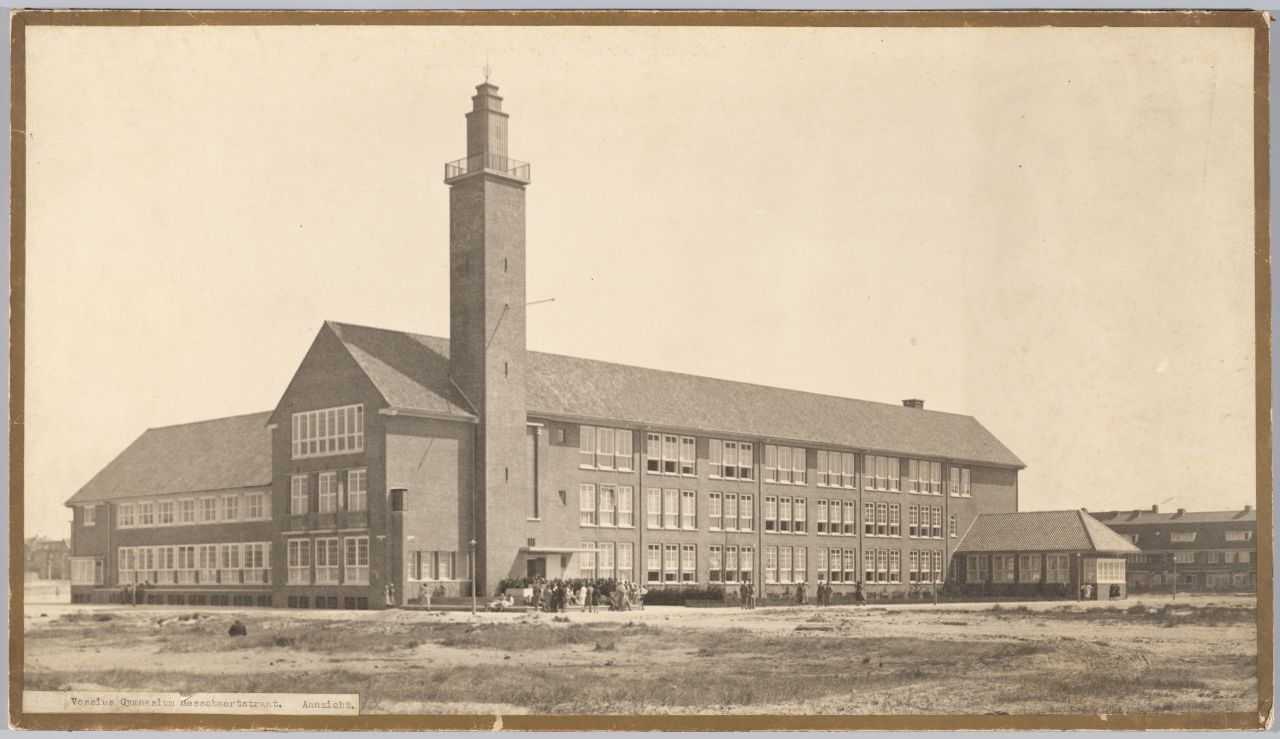
Historische Fotografie des Vossius kurz nach dem Einzug in das Gebäude

Das Vossius Gymnasium ist ein Gymnasium in Amsterdam, das seit 1926 besteht und nach Gerhard Vossius benannt ist. Etwa 800 Schüler besuchen es. Es gehört zu den fünf städtischen selbstständigen Schulen, die ihre Schüler nach einer Kategorie aussuchen dürfen, und pflegt besonders die alten Sprachen sowie die Musik. Auch auf ein hochwertiges Englisch wird geachtet. Eine jährliche Veranstaltung ist das zweitägige Kulturveranstaltung Café Chantant. Das leistungsbetonte Motto ist: Sine labore nihil (Ohne Mühe nichts). Träger ist eine Stiftung Onderwijsstichting Zelfstandige Gymnasia (OSZG). Der starke Andrang erzwang nach dem Jahr 2000 phasenweise ein Losverfahren. 2004 würden zwei weitere Gymnasien mit der Möglichkeit, Schüler auszusuchen, eingerichtet; vom Vossius wurde das 4e Gymnasium mit Lehrern ausgestattet.
Aus der Amsterdamer Lateinschule wurde 1847 das „Amsterdam Stedelijk Gymnasium“, ein städtisches Gymnasium. Als in den 1920er Jahren sehr viele Schüler kamen, wurde die Schule aufgeteilt in das Barlaeus Gymnasium und das Vossius Gymnasium, beide benannt nach Amsterdamer Humanisten des 17. Jahrhunderts.
Der Architekt Nico Lansdorp (1885–1968) plante das gegenwärtige Schulgebäude Ende der 1920er Jahre. Es sollte ein „Palais“ mit Raumhallen und Treppenhäusern, einer damals neuen Zentralheizung, zwei Gymnastikräumen mit Duschen sowie einer theaterähnlichem Aula werden. Darin hat der Lithograf Leo Visser (1880–1950) eine Wandmalerei mit griechischen Inschriften geschaffen. Das Gebäude ist im Roman De avonden (1947) des ehemaligen Schülers Gerard Reve beschrieben worden.

## Bekannte Schüler
- Rudolf van den Berg (1949–2025), Filmregisseur
- Joep Bertrams (* 1946), Karikaturist
- Jan Blokker (1927–2010), Historiker
- Remco Campert (1929–2022), Schriftsteller
- Marius Flothuis (1914–2001), Komponist
- Jessica Gal (* 1971), Judoka
- Jenny Gal (* 1969), Judoka
- Arnon Grunberg (* 1971), Autor
- Loe de Jong (1914–2005), Historiker, Direktor RIOD
- Willem Klein (1912–1986), Kopfrechner
- Hendrik Lenstra (* 1949), Mathematiker
- Joost Lubberhuizen, Herausgeber
- Rogier van Otterloo (1941–1988), Musiker
- Gerard Reve (1923–2006), Schriftsteller
- Daniël de Ridder (* 1984), Fußballer
- Richter Roegholt (1925–2005), Historiker
- Renate Rubinstein (1929–1990), Publizistin
- Carel Scholten (1925–2009), Mathematiker
- Igor Sijsling (* 1987), Tennisspieler
- Awraham Soetendorp (* 1943), Rabbiner

## Lehrer
- Jacques Presser (1899–1970), Historiker
- Dirk Jan Struik (1894–2000), Mathematikhistoriker

## Einzelbelege
1. ↑  Cambridge Engels op het Vossius. In: Vossius Gymnasium. 10. November 2019, abgerufen am 6. März 2022 (niederländisch).
2. ↑  OSZG Onderwijsstichting Zelfstandige Gymnasia. Abgerufen am 6. März 2022 (niederländisch).
3. ↑  Geschiedenis. In: Vossius Gymnasium. Abgerufen am 6. März 2022 (niederländisch).